# Louis Le Provost de Launay
Pour les articles homonymes, voir Le Provost et Launay.
Louis Le Provost de Launay, né le 8 juin 1850 à Libourne (Gironde) et mort le 17 août 1912 à Aix-les-Bains (Savoie), est un homme politique français.

## Biographie
Fils de l'avocat et député Auguste Le Provost de Launay et d'Anne Titon, il suit les traces de son père en devenant avocat, après son doctorat en droit obtenu en 1872. Il s'installe à Pommerit-Jaudy, dans les Côtes-du-Nord, où il fait reconstruire le château du Chef-du-Bois (actuel lycée agricole de Pommerit-Jaudy).
Il possède un parcours politique atypique. En 1876, il devient député bonapartiste de la deuxième circonscription de Lannion. Il est réélu sans concurrent en 1877 (il est alors "candidat officiel" de Mac Mahon), en 1881 et en 1889. En 1885, il se présente sur la liste de l'Union des Droites, qui regroupe des personnalités conservatrices (bonapartistes, légitimistes, orléanistes) en vue des élections législatives de 1885. Il est élu en première position sur cette liste avec 71 299 suffrages soit 63.05 % des voix exprimées ! Il semble devenir à cette époque le chef de file du parti conservateur dans le département. Il se représente aux législatives de 1889 et retrouve, dans le cadre du scrutin d'arrondissement, sa circonscription de Lannion 2 (il n'a toujours pas de concurrent). Il est cependant battu en 1893 par le candidat républicain radical Paul Le Troadec. À la faveur d'une élection sénatoriale partielle, il est élu sénateur et le reste jusqu'à sa mort en 1912.
Outre sa fonction de législateur, Louis Le Provost de Launay est aussi conseiller général, d'abord du canton de La Roche-Derrien à partir de 1871. En 1877, il laisse sa place de conseiller à son père et part à la conquête du canton de Tréguier, dans lequel il est élu de 1877 à 1883 puis de 1884 à 1889. Il est alors opposé au maire républicain de Tréguier Charles Le Gac. En 1889, à la faveur du renouvellement partiel des mandats, il se présente dans le canton de La Roche-Derrien, laissant le canton de Tréguier sous la gestion d'un de ses partisan. En 1895, sentant que son mandat va lui échapper, il se présente dans le canton de Tréguier, où il est élu pour 6 ans tandis que le canton de La Roche-Derrien passe aux mains des républicains avec le docteur Le Rolland, candidat radical. Un an avant son élection, il est devenu président du Conseil général des Côtes-du-Nord, mandat qu'il conserve jusqu'au renouvellement de 1898, qui amène l'élection du leader républicain du département Louis Armez. L'année 1901 marque le début de la fin de sa longue carrière politique. Gustave de Kerguezec, étoile montante du parti républicain se présente à la succession de Le Provost de Launay dans le canton de Tréguier. Ce dernier décide de confier son canton à l'un de ses partisan, monsieur Briand, maire de Camlez. Louis Le Provost de Launay se présente alors face au docteur Le Rolland dans le canton de La Roche-Derrien et essuie une lourde défaite tandis que le canton de Tréguier élit triomphalement Gustave de Kerguézec. Contraint de se retirer sur ses terres, Louis Le Provost de Launay en profite pour se faire élire maire de Pommerit-Jaudy mais ce mandat ne lui sera pas suffisant et il est une nouvelle fois battu en 1907 par le docteur Le Rolland. Louis Le Provost de Launay meurt en 1912 tandis que le parti conservateur des Côtes-du-Nord est en train de considérablement s'affaiblir.
Marié avec Lucie Marie Hersent, petite-fille de Louis et Louise Hersent, il est le beau-père d'Étienne Récamier.

## Sources
1. ↑  « Château, Chef-du-Bois (Pommerit-Jaudy fusionnée en La Roche-Jaudy en 2019) - Inventaire Général du Patrimoine Culturel », sur patrimoine.region-bretagne.fr (consulté le 5 mars 2022)
2. ↑  Anne-Marie Granic, Les élections sénatoriales et législatives dans les Côtes-du-Nord (du 8 février 1871 au 22 septembre 1889), Rennes, Rennes 2, 1987
3. ↑  Anne-Marie Penn, Les élections législatives et sénatoriales dans les Côtes-du-Nord de 1893 à 1914, Brest, UBO, 1987
4. 1 2 3 4  Yann Forestier, Droite et vote de Droite dans l'arrondissement de Lannion 1871-1914, Brest, UBO, 1994
5. ↑  Loïc Thomas, Gustave de Kerguézec. Un missionnaire de la République, sans lieu, Chez l'auteur, 2013
6. ↑  fils du général Maximilien Récamier, petit-fils de Joseph Récamier

- FORESTIER, Yann, Droite et vote de Droite dans l'arrondissement de Lannion 1871-1914, mémoire de maîtrise d'Histoire, UBO, 1994, 200 pages.
- GRANIC, Anne-Marie, Les élections sénatoriales et législatives dans les Côtes-du-Nord (du 8 février 1871 au 22 septembre 1889), mémoire de maîtrise d'Histoire, Brest, UBO, 1987, 366 pages.
- JOLLY, Jean, « Louis Le Provost de Launay », dans le Dictionnaire des parlementaires français (1889-1940), sous la direction de Jean Jolly, PUF, 1960 [détail de l’édition]
- PENN, Anne-Marie, Les élections législatives et sénatoriales dans les Côtes-du-Nord de 1893 à 1914, mémoire de maîtrise d'Histoire, Rennes, Rennes 2, 1987, 217 pages.
- THOMAS, Loïc, Gustave de Kerguézec. Un missionnaire de la République, s.l., chez l'auteur, 2013.